# کفگیر ته دیگ خوردن
اصطلاح کفگیر ته دیگ خوردن وقتی استفاده می‌شود که می‌خواهند بگویند شخصی دیگر آه در بساط ندارد و اموالش ته کشیده‌است. ریشه اصطلاح برمی گردد به پلوهای نذری یا عروسی‌های بزرگ قدیم. در چنین جاهایی چندین دیگ بزرگ پلو بار گذاشته می‌شد و مهمانان غذای نذری برای گرفتن غذا صف می‌کشیدند. وقتی دیگ‌ها تمام می‌شد صدای خوردن کفگیرها به ته دیگ بلند می‌شد و به این صورت مردم می‌فهمیدند غذا در حال تمام شدن است پس به هم می‌گفتند کفگیر به ته دیگ خورده و دیگر امیدی به غذا نیست. 
این اصطلاح به تدریج در بسیاری موارد دیگر مرسوم شد. برای مثال در مواردی که فرد دیگر توانایی مالی سابق خود را ندارد و نمی‌تواند به اشخاص دیگر کمک رسانی کند و یا زمانی که فرصت‌ها تمام شده‌اند نیز، کاربرد دارد.